# Injustice (franquicia)
Injustice es una serie de videojuegos crossover de lucha de superhéroes, desarrollados por NetherRealm Studios y publicados por Warner Bros. Interactive Entertainment, que presenta personajes del universo de DC Comics. Los juegos fueron dirigidos por el cocreador de Mortal Kombat y veterano de la industria, Ed Boon, cuyo equipo ya había desarrollado Mortal Kombat vs. DC Universe para Midway Games, y escritos por Brian Chard, Dominic Cianciolo, John Vogel y Jon Greenberg. La serie cuenta con las voces de Kevin Conroy, George Newbern, Susan Eisenberg, Phil LaMarr, Alan Tudyk, Grey Griffin, Fred Tatasciore, Tara Strong, Khary Payton y Richard Epcar, quienes repiten sus papeles de diversas producciones de DC Comics.
La trama y la premisa de la serie tienen lugar en una realidad alternativa a la continuidad principal del Universo DC, donde Superman se convierte en un tirano y establece un nuevo orden mundial después de que The Joker lo engañara para que matara a Lois Lane y destruyera Metrópolis con una bomba nuclear, lo que provocó que Batman formara una insurgencia en un esfuerzo por detener su régimen. El primer juego, Injustice: Gods Among Us, se centra en Batman recibiendo ayuda de un universo alternativo donde convoca a homólogos de los miembros de la Liga de la Justicia de otro universo para unirse a su insurgencia y acabar con el régimen. El segundo juego, Injustice 2, se ambienta cinco años después de los eventos del primer juego y sigue la insurgencia de Batman reconstruyendo la sociedad después de la caída de Superman mientras lidia con la Sociedad de Supervillanos liderada por Gorilla Grodd y el coleccionista de alienígenas Brainiac, lo que obliga a Batman a considerar liberar a Superman para ayudar a combatir las amenazas.

## Videojuegos
| Injustice: Gods Among Us | 2013 | Sí | Sí | Sí | Sí | Sí | Sí | Sí | Sí | Sí |
| Injustice 2              | 2017 | No | Sí | No | No | Sí | No | Sí | Sí | Sí |

### Injustice: Gods Among Us
En el primer juego de la serie, ambientado en una realidad alternativa, Superman establece un nuevo orden mundial después de que el Joker lo engañara para que matara a Lois Lane y destruyera Metrópolis con una bomba nuclear. Para detenerlo, Batman invoca a sus homólogos de otro universo para acabar con el régimen.

#### Paquete de Expansión
Una versión ampliada del juego, titulada Injustice: Gods Among Us Ultimate Edition, se lanzó en noviembre de 2013 para PlayStation 3, PlayStation 4, PlayStation Vita, Xbox 360 y Windows. La Ultimate Edition del juego, que incluye todo el contenido publicado anteriormente, se lanzó el 12 y el 29 de noviembre en Norteamérica y Europa, respectivamente. NetherRealm ha confirmado que, tras el lanzamiento de la Ultimate Edition, no habrá más personajes como contenido adicional.

### Injustice2
Cinco años después de los eventos de Injustice: Gods Among Us, Injustice 2 presenta un elenco más grande de personajes y está ambientado en el mismo universo donde Batman y su Insurgencia reconstruyen la sociedad después de la caída de Superman mientras lidian con una Sociedad de Supervillanos liderada por Gorilla Grodd y un coleccionista de mundos llamado Brainiac, donde Batman no tiene más remedio que considerar liberar a Superman para equilibrar las probabilidades.

#### Paquete de expansión
El 28 de febrero de 2018, Warner Bros. Interactive Entertainment anunció Injustice 2: Legendary Edition. Similar a la Ultimate Edition de Injustice: Gods Among Us, la edición legendaria incluye todo el contenido descargable publicado anteriormente para Injustice 2. También presenta nuevas características como un sistema de tutorial ampliado llamado "Centro de Aprendizaje", nuevos artículos de equipo y un límite de nivel de personaje más alto. Además, quienes reservaron la Edición Día Uno de la Edición Legendaria recibieron una moneda coleccionable, una caja metálica, una "caja metálica de cómic descargable exclusiva" y 11 000 Cristales Fuente para usar en el juego. La Legendary Edition se lanzó el 27 de marzo de 2018 para PlayStation 4, Xbox One y Windows.

## Personajes
- Una celda gris claro indica que el personaje no estaba en el videojuego ni en la película animada.

| Batman Bruce Thomas Wayne                                | Kevin Conroy    | Kevin Conroy         | Anson Mount          |  |
| Superman Kal-El / Clark Joseph Kent                      | George Newbern  | George Newbern       | Justin Hartley       |  |
| Cyborg Victor "Vic" Stone                                | Khary Payton    | Khary Payton         | Brandon Micheal Hall |  |
| The Joker                                                | Richard Epcar   | Richard Epcar        | Kevin Pollak         |  |
| Wonder Woman Princess Diana of Themyscira / Diana Prince | Susan Eisenberg | Susan Eisenberg      | Janet Varney         |  |
| Green Arrow Oliver Queen                                 | Alan Tudyk      | Alan Tudyk           | Reid Scott           |  |
| Catwoman Selina Kyle                                     | Grey Griffin    | Grey Griffin         | Anika Noni Rose      |  |
| Harley Quinn Harleen Quinzel                             | Tara Strong     | Tara Strong          | Gillian Jacobs       |  |
| Bane                                                     | Fred Tatasciore | Fred Tatasciore      | N/A                  |  |
| Black Adam Teth-Adam                                     | Joey Naber      | Joey Naber           |                      |  |
| Aquaman King Orin / Arthur Joseph Curry                  | Phil LaMarr     | Phil LaMarr          | Derek Phillips       |  |
| Green Lantern Hal Jordan                                 | Adam Baldwin    | Steve Blum           | Brian T. Delaney     |  |
| The Flash Barry Allen                                    | Neal McDonough  | Taliesin Jaffe       | Yuri Lowenthal       |  |
| Robin/Nightwing II Damian Wayne                          | Neal McDonough  | Scott Porter         | Zach Callison        |  |
| Nightwing/Deadwing Dick Grayson                          | Troy Baker      |                      | Derek Phillips       |  |
| Thaal Sinestro                                           | Troy Baker      |                      |                      |  |
| Hawkgirl Shayera Hol (née Thal) / Shiera Sanders-Hall    | Jennifer Hale   |                      |                      |  |
| Killer Frost Louise Lincoln                              | Jennifer Hale   |                      | Cameo                |  |
| Deathstroke Slade Wilson                                 | J. G. Hertzler  |                      |                      |  |
| Ares                                                     | J. G. Hertzler  |                      |                      |  |
| Doomsday                                                 | Khary Payton    |                      | Alucinación          |  |
| Lex Luthor                                               | Mark Rolston    |                      |                      |  |
| Raven Rachel Roth                                        | Tara Strong     |                      | N/A                  |  |
| Shazam Billy Batson                                      | Joey Naber      |                      | Yuri Lowenthal       |  |
| Solomon Grundy Cyrus Gold                                | Fred Tatasciore |                      | N/A                  |  |
| Brainiac Vril Dox                                        |                 | Jeffrey Combs        |                      |  |
| Gorilla Grodd                                            |                 | Charles Halford      |                      |  |
| Atrocitus                                                |                 | Ike Amadi            |                      |  |
| Firestorm Jason Rusch                                    |                 | Ogie Banks           |                      |  |
| Black Canary Dinah Lance                                 |                 | Vanessa Marshall     |                      |  |
| Scarecrow Jonathan Crane                                 |                 | Robert Englund       | Cameo                |  |
| Captain Cold Leonard Snart                               |                 | C. Thomas Howell     | Cameo                |  |
| Cheetah Barbara Ann Minerva                              |                 | Erica Luttrell       | Cameo                |  |
| Deadshot Floyd Lawton                                    |                 | Matthew Mercer       | Cameo                |  |
| Doctor Fate Kent Nelson                                  |                 | David Sobolov        |                      |  |
| Blue Beetle Jaime Reyes                                  |                 | Antony Del Rio       |                      |  |
| Poison Ivy Pamela Isley                                  |                 | Tasia Valenza        | N/A                  |  |
| Supergirl Kara Zor-El / Kara Danvers                     |                 | Laura Bailey         |                      |  |
| Swamp Thing Alec Holland                                 |                 | Fred Tatasciore      |                      |  |
| Personajes DLC                                           |                 |                      |                      |  |
| Batgirl Barbara Gordon                                   | Kimberly Brooks |                      |                      |  |
| Martian Manhunter J'onn J'onzz                           | Carl Lumbly     |                      |                      |  |
| Lobo                                                     | David Sobolov   |                      |                      |  |
| Zod                                                      | Nolan North     |                      |                      |  |
| Zatanna Zatanna Zatara                                   | Lacey Chabert   |                      |                      |  |
| Darkseid Uxas                                            |                 | Michael-Leon Wooley  |                      |  |
| Red Hood Jason Todd                                      |                 | Cameron Bowen        |                      |  |
| Starfire Koriand'r                                       |                 | Kari Wahlgren        |                      |  |
| Black Manta David Hyde                                   |                 | Kane Jungbluth-Murry |                      |  |
| Atom Ryan Choi                                           |                 | Matthew Yang King    |                      |  |
| Enchantress June Moone                                   |                 | Brandy Kopp          | Cameo                |  |
| Personajes invitados                                     |                 |                      |                      |  |
| Scorpion Hanzo Hasashi                                   | Patrick Seitz   |                      |                      |  |
| Sub-Zero Kuai Liang                                      |                 | Steve Blum           |                      |  |
| Raiden                                                   |                 | Richard Epcar        |                      |  |
| Hellboy Anung Un Rama                                    |                 | Bruce Barker         |                      |  |
| Leonardo                                                 |                 | Corey Krueger        |                      |  |
| Raphael                                                  |                 | Ben Rausch           |                      |  |
| Donatello                                                |                 | Joe Brogie           |                      |  |
| Michelangelo                                             |                 | Ryan Cooper          |                      |  |
| Skins de estreno                                         |                 |                      |                      |  |
| Arrow Oliver Queen                                       | Stephen Amell   |                      |                      |  |
| Green Lantern John Stewart                               | Phil LaMarr     | Phil LaMarr          |                      |  |
| Grid                                                     |                 | Khary Payton         |                      |  |
| Reverse-Flash Eobard Thawne                              |                 | Liam O'Brien         | Cameo                |  |
| Power Girl Karen Starr                                   |                 | Sara Cravens         |                      |  |
| Mr. Freeze Victor Fries                                  |                 | Jim Pirri            |                      |  |
| Vixen Mari McCabe                                        |                 | Megalyn Echikunwoke  |                      |  |
| Flash Jay Garrick                                        |                 | Travis Willingham    |                      |  |
| Black Lightning Jefferson Pierce                         |                 | Kane Jungbluth-Murry |                      |  |
| Bizarro El-Kal / Kent Clark                              |                 | Patrick Seitz        |                      |  |
| Personajes no jugables                                   |                 |                      |                      |  |
| Brother Eye                                              |                 | David Loefell        |                      |  |
| Lucius Fox                                               |                 | Phil LaMarr          |                      |  |
| Doctor Randall                                           |                 | Tara Strong          |                      |  |
| Alura In-Ze                                              |                 | Grey Griffin         |                      |  |
| Victor Zsasz                                             |                 | Steve Blum           | Reid Scott           |  |
| Martin Stein                                             |                 | Fred Tatasciore      |                      |  |
| Brainiac 5 Querl Dox                                     |                 | Liam O'Brien         |                      |  |
| Personajes de película                                   |                 |                      |                      |  |
| Lois Lane                                                |                 |                      | Laura Bailey         |  |
| Rama Kushna                                              |                 |                      | Laura Bailey         |  |
| Jimmy Olsen                                              |                 |                      | Zach Calison         |  |
| Captain Atom Nathaniel Adams                             |                 |                      | Fred Tatasciore      |  |
| Mirror Master Evan McCulloch                             |                 |                      | Yuri Lowenthal       |  |
| Ra's al Ghul                                             |                 |                      | Faran Tahir          |  |
| Jonathan Kent                                            |                 |                      | Kevin Pollak         |  |
| Presidente de los Estados Unidos                         |                 |                      | Kevin Pollak         |  |
| Killer Croc Waylon Jones                                 |                 |                      | Edwin Hodge          |  |
| Mister Terrific Michael Holt                             |                 |                      | Edwin Hodge          |  |
| Plastic Man Patrick "Eel" O'Brian                        |                 |                      | Oliver Hudson        |  |
| Mirror Master Soldier                                    |                 |                      | Andrew Morgado       |  |
| Huntress Helena Bertinelli                               |                 |                      | N/A                  |  |
| Hawkman Katar Hol / Carter Hall                          |                 |                      | N/A                  |  |
| Clayface Basil Karlo                                     |                 |                      | N/A                  |  |
| Amazo                                                    |                 |                      | N/A                  |  |
| Atom Ray Palmer                                          |                 |                      | N/A                  |  |
| Calendar Man Julian Day                                  |                 |                      | Cameo                |  |
| Perry White                                              |                 |                      | Cameo                |  |
| Weather Wizard Mark Mardon                               |                 |                      | Cameo                |  |
| Trickster Axel Walker                                    |                 |                      | Cameo                |  |
| Plastique Bette Sans Souci                               |                 |                      | Cameo                |  |
| Riddler Edward Nigma                                     |                 |                      | Cameo                |  |
| Two-Face Harvey Dent                                     |                 |                      | Cameo                |  |
| Mad Hatter Jervis Tetch                                  |                 |                      | Cameo                |  |
| Mantis                                                   |                 |                      | Cameo                |  |
| Captain Boomerang George "Digger" Harkness               |                 |                      | Cameo                |  |
| Giganta Doris Zeul                                       |                 |                      | Cameo                |  |
| Catman Thomas Blake                                      |                 |                      | Cameo                |  |
| Pied Piper Harley Rathaway                               |                 |                      | Cameo                |  |
| Turtle                                                   |                 |                      | Cameo                |  |
| Man-Bat Kirk Langstrom                                   |                 |                      | Cameo                |  |
| Ron Troupe                                               |                 |                      | Cameo                |  |

## En otros medios

### Cómics
La serie de cómics Injustice: Gods Among Us funciona como una precuela que detalla los eventos que conducen al juego, así como aquellos que ocurren en el interregno entre el asesinato del Joker por parte de Superman y el descubrimiento del universo principal. La serie fue escrita inicialmente por Tom Taylor e ilustrada por varios artistas, incluyendo a Jheremy Raapack, Mike S. Miller, Bruno Redondo, Tom Derenick y otros. El cómic se lanzó digitalmente a partir del 15 de enero de 2013. Posteriormente, la serie se publicó en formato de cómic regular y, finalmente, en una edición recopilada. Tom Taylor abandonó la serie después de escribir Injustice: Year Three #14, y Brian Buccellato lo reemplazó, continuando la historia en Year Four y Five. El capítulo final de la serie se lanzó en septiembre de 2016, dejando la historia incompleta; otra serie de cómics, titulada Injustice: Ground Zero, le siguió posteriormente, retomando la historia y concluyendo el recuento de los eventos del juego desde la perspectiva de Harley Quinn.
La serie de cómics Injustice 2 sirve como precuela de los eventos del juego. La serie está escrita por Tom Taylor, quien previamente había trabajado en los cómics relacionados con Injustice: Gods Among Us. Bruno Redondo es su artista principal, con ilustraciones que contribuyen de Juan Albarran, Daniel Sempere y Mike S. Miller. A partir del 11 de abril de 2017, la serie se lanzó en capítulos semanales a través de varios minoristas digitales, incluidos ComiXology, Google Play Books, Kindle Store y la propia aplicación móvil de DC Comics. Las versiones impresas estuvieron disponibles para su compra el mes siguiente, el 3 de mayo, cada una conteniendo múltiples capítulos digitales.
Una miniserie conocida como Injustice vs. Masters of the Universe que presenta un crossover con la franquicia Masters of the Universe de Mattel fue publicada por primera vez el 18 de julio de 2018 por DC Comics. Está escrita por Tim Seeley con arte de Freddie Williams II, y sigue el final alternativo del segundo juego, donde Superman vence a Batman. Después de matar a Braniac y combinarse con la nave de Braniac, Superman ha convertido a Batman con la ayuda de la tecnología de Braniac en el Oráculo Negro, que puede predecir crímenes antes de que sucedan. Damian Wayne, quien se ha convertido en un adulto, se une a Cyborg y busca la ayuda de los Maestros del Universo para detener a Superman de una vez por todas. Damian logra liberar a Batman del control de Superman, pero es asesinado por Wonder Woman por su traición, lo que desencadena la liberación de Batman de la programación de Superman. Después de que las fuerzas de Darkseid y Skeletor invaden la Tierra y Eternia, necesitan cooperar para salvar el mundo.
El universo de Injustice regresó en la miniserie Dawn of DC Adventures of Superman: Jon Kent, escrita por el escritor original de Injustice, Tom Taylor.

### Película
Una película animada de Injustice se estrenó en octubre de 2021 como parte de la línea DC Universe Animated Original Movies. La película es una adaptación de la serie de cómics Year One, con un elenco de voces diferente al elenco habitual de los juegos. La película se lanzó en formatos digitales y físicos.

## Recepción
La serie ha sido un éxito de crítica y público, con elogios para su historia, mecánicas de juego, presentación, abundante contenido dentro del juego, opciones de personalización de personajes y el uso de la licencia de DC Comics.
La película animada de Injustice recibió críticas mixtas. En el sitio web de reseñas Rotten Tomatoes, el 60% de las 5 reseñas de los críticos son positivas, con una calificación promedio de 5.60/10. Se criticaron la trama, las muertes poco ceremoniosas de los personajes, el pobre desarrollo de los personajes y la falta de fidelidad al material original. Sin embargo, algunos críticos elogiaron el doblaje y la animación.